# Santa Pudenziana (titre cardinalice)
Le titre cardinalice de Santa Pudenziana (Sainte Pudentienne) est érigé en 112 par le pape Évariste en substitution de celui de San Pudente qui était établi sur le lieu où aurait vécu saint Pierre vers 42. En 160, Pie Ier annexe à l'église un oratoire et l'attribue à son ami Pastore, d'où un autre nom, San Pastore sous lequel est connu le titre.
Au IVe siècle l'église est reconstruite par le pape Sirice. Le titre Pudentiana apparaît pour la première fois dans une inscription de 384. On le retrouve lors du synode romain de 595 sous le nom de Pudentis. Les biographies des papes Adrien Ier et Léon III, dans le Liber Pontificalis, mentionnent le titre sous le nom de Prudentiis e Pudentianae.
Selon le catalogue de Pietro Mallio, rédigé sous le pontificat d'Alexandre III, ce titre, repertorié comme Sanctae Potentianae, était lié à la basilique Sainte-Marie-Majeure dont les prêtres célébraient la messe à Sainte-Pudentienne à tour de rôle. Une autre liste, en 1492, le mentionne également sous ce nom. Mais à partir du XVIe siècle, le titre est connu sous le nom de Santa Pudenziana.
Il est toujours rattaché à la basilique Santa Pudenziana située dans le rione Monti.

## Titulaires
| - Sirice (futur pape) (début 384-384) - Asterio (494-?) - Basso (590-?) - Sergio (745-?) - Romano (805- début 853) - Romano (853-?) - Benedetto (1077- début 1099) - Ottone (1099- début 1105) - Giovanni (1105- vers 1113) - Corrado (1113- vers 1130) - Giovanni Dauferio, pseudo-cardinal de l'antipape Anaclet II (1130- vers 1135) - Griffone (1135-1139) - Presbitero (1139-1140) - Pietro (1140-1144) - Gerardo (1159- vers 1164) - Boson Breakspeare, O.S.B. (1165- vers 1179) - Roberto (1179- début 1188) - Giordano di Ceccano, O.Cist. (1188-1205) - Pietro Sasso (ou Sassi, ou Saxonis) (1205-1219) - Barthélemy (1227-1230) - Girolamo Masci, O.M. (1278-1281), élu pape sous le nom de Nicolas IV - Robert de Pontigny, O.Cist. (1294-1305) - Guilhem Ruffat de Fargues (1306-1311) - Raymond de Saint-Sever, O.S.B. (1312-1317) - Pierre Desprès (1320-1323) - Renoul de Monteruc (1378-1382) - Marino del Giudice (vers 1383-1385) - Bertrand de Chanac (1385-1401), pseudo-cardinal de l'antipape Clément VII - Bartolomeo Oleario, O.S.B. (1389-1396) - Angelo d'Anna de Sommariva, O.S.B.Cam. (1396-1412) - Otón de Moncada i de Luna (1440-1448), pseudo-cardinal de l'antipape Félix V - Guillaume Briçonnet (1495-1507) - Pietro Isvalies (1507-1511) - Matthieu Schiner (1511-1522) - Gianvincenzo Carafa (1528-1537) - Rodolfo Pio (1537) - Ascanio Parisani (ou Parisiano) (1540-1549) | - Giovanni Angelo de' Medici (1549-1550) et (1552-1553), élu pape sous le nom de Pie IV - Scipione Rebiba (1556-1565) - Francisco Pacheco de Toledo, diaconie pro illa vice (1565) - Giovanni Francesco Gambara (1565-1570) - Paolo Burali d'Arezzo, C.R. (1570-1578) - Claude de la Baume (1580-1584) - Enrico Caetani (1586-1599) - Ascanio Colonna (1599-1606) - Innocenzo del Bufalo (1606-1607) - Bonifazio Caetani (1607-1617) - Roberto Ubaldini (1617-1621) - Antonio Caetani (1621-1624) - Luigi Caetani (1626-1642) - Alderano Cibo (1645-1668) - Rinaldo d'Este (1668-1671) - Gaspare Carpegna (1671-1672) - Girolamo Gastaldi (1673-1677) - Federico Caccia (1696-1699) - Giovanni Maria Gabrielli, O.S.B. (1700-1711) - Ferdinando Nuzzi (1716-1717) - Carlos de Borja-Centellas y Ponche de León (1721-1733) - Giuseppe Spinelli (1735-1752) - Antonio Sersale (1754-1775) - Andrea Gioannetti, O.S.B.Cam. (1778-1800) - Lorenzo Litta (1801-1814) - Fabrizio Sceberras Testaferrata (1818-1843) - Tommaso Pasquale Gizzi (1844-1849) - Nicholas Patrick Stephen Wiseman (1850-1865) - Lucien-Louis Bonaparte (1868-1879) - Domenico Sanguigni (1880-1882) - Włodzimierz Czacki (1883-1888) - Giuseppe Benedetto Dusmet, O.S.B. (1889-1894) - Victor Lecot (1894-1908) - Francis Bourne (1911-1935) - Luigi Maglione (1936-1944) - Jules Saliège (1946-1956) - Alberto di Jorio, diaconie pro illa vice (1958-1967), titre (1967-1979) - Joachim Meisner (1983-2017) - Thomas Aquinas Manyo Maeda (2018-) |

### Sources
- (it) Cet article est partiellement ou en totalité issu de l’article de Wikipédia en italien intitulé « Santa Pudenziana (titolo cardinalizio) » (voir la liste des auteurs).